# Ерміт світлочеревий
Ермі́т світлочеревий (Phaethornis anthophilus) — вид серпокрильцеподібних птахів родини колібрієвих (Trochilidae). Мешкає в Панамі, Колумбії і Венесуелі.

## Опис

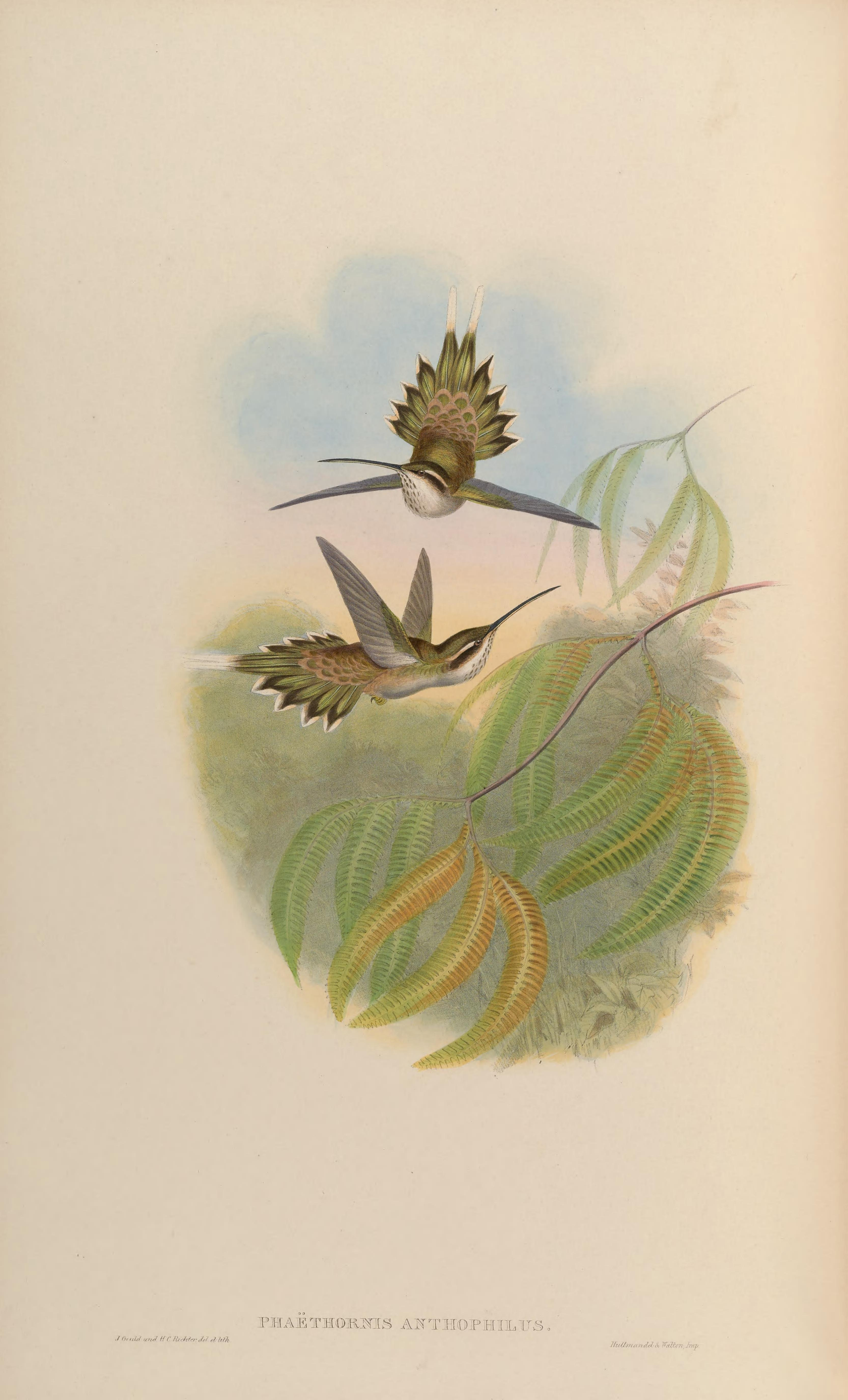
Світлочереві ерміти

Довжина птаха становить 12-13 см, самці важать 4,5-5,5 г, самиці 4-5 г. Верхня частина тіла коричнева з темно-зеленим або оливково-зеленим відтінком, нижня частина тіла світло-сіра, живіт білувато-охристий. Через очі ідуть широкі чорні смуги, окаймлені охристими "бровами". Горло біле, поцятковане темними плямками. Дзьоб тьмяно-зелений з темною смугою на кінці і білими кінчиками, центральні стернові пера дещо видовжені. Дзьоб довжиною 36 мм, у самців прямий, у самиць більш вигнутий, чорний, знизу оранжево-червоний з темними плямками.

## Підвиди
Виділяють два підвиди:
- P. a. hyalinus (Lesson, R, 1832) — Перлові острови[en] (Панамська затока);
- P. a. anthophilus Bertoni, M & Bertoni, AW, 1901 — від центральної Панами до Колумбії і північної Венесуели.

## Поширення і екологія
Світлочереві ерміти живуть в сухих і вологих тропічних лісах, в сухих чагарникових заростях, на плантаціях і в галерейних лісах в льяносі, на висоті до 1500 м над рівнем моря. В Панамі вони віддають перевагу узліссям і відкритим галявинам тропічних лісів, у Венесуелі вони живуть в найбільш посушливих районах серед усіх ермітів. Живляться нектаром квітів, пересуваючись за певним маршрутом, а також дрібними комахами і павуками. Початок сезону розмноження різниться в залежності від регіону. Гніздо конусоподібне, робиться з рослинних волокон, моху, лишайників і павутиння, підвішується до нижньої сторони листа. В кладці 2 яйця.